# Бремя белого человека
«Бремя белых [людей]» (также «Бремя белого человека»; англ. The White Man’s Burden) — стихотворение английского поэта Редьярда Киплинга, посвящённое американскому завоеванию Филиппин (1898), впервые опубликованное в 1899 году в журнале «McClure’s». Его название стало нарицательным обозначением миссии империалистов в колониальных владениях. На русский язык переводилось А. Сергеевым, В. Топоровым, М. Фроманом.
Стихотворение, по некоторым сведениям, изначально было предназначено для публикации к «бриллиантовому юбилею» королевы Виктории. Оно было написано Киплингом под влиянием событий на Дальнем Востоке, после захвата США Филиппин, Пуэрто-Рико и других испанских колоний (см. испано-американская война). При первой публикации ему был дан подзаголовок Соединённые Штаты и Филиппинские острова.

## Реакция и толкования
Стихотворение вызвало неоднозначную реакцию общественности. С одной стороны, Киплингу было предъявлено обвинение в пренебрежительном отношении к неевропейским народам, в изображении их как недоразвитых, опасных и требующих постоянного контроля и опеки со стороны «белых наций». В связи с этим текст зачастую рассматривался как расистский и проевропейско-шовинистический, как прикрытие для проведения колонизаторской политики, в первую очередь Великобританией, оправдывая её захваты в Азии и в Африке гуманистическими соображениями. Ряд современников Киплинга (например, Марк Твен в эссе 1901 года «Человеку, ходящему во тьме»), подвергли его позицию, обозначенную в стихотворении «Бремя Белых», острой критике.
С другой стороны, в своем не менее известном стихотворении «Баллада о Востоке и Западе» Киплинг показывает себя тонким психологом и знатоком особенностей и проблематики сложных взаимоотношений культур Европы и Востока, построенных на совершенно различных идеологических и мировоззренческих фундаментах. При оценке личной позиции Р. Киплинга нельзя не учитывать и тот факт, что сам поэт родился, вырос и прожил значительную часть своей жизни в колониях, прекрасно знал и любил Восток и его обитателей (особенно Индию).

## Галерея
- «Бремя белого человека» — Джон Булль и Дядя Сэм тащат цветные народы к Цивилизации[англ.]. Карикатура Виктора Гиллама[англ.], журнал Judge[англ.] за 1 апреля 1899 года.
- «Бремя белого (?) человека». Дядя Сэм, Джон Булль и Кайзер «несут своё тяжкое бремя». Уильям Генри Уокер, журнал Life, 16 марта 1899 г.
- Американец тащит «дикаря» в школу. Карикатура времён филиппинско-американской войны. Иллюстрация Detroit Journal[англ.], 1898.
- «Бремя белого человека — первый шаг к просвещению через приучение к чистоте. Мыло это мощный фактор, способствующий Цивилизаторской миссии[англ.]». Реклама мыла Pears 1890-х годов, пропагандирующая чистоту как оправдание расистского империализма.
- Дядя Сэм балансирует со своими «дикими детьми» опираясь на «армию и флот». Последствия испано-американской войны. Газета The Philadelphia Inquirer, 1899.
- «Дядя Сэм и его класс Цивилизации[англ.] — Теперь, дети, вы должны выучить эти уроки, хотите вы этого или нет!». Дядя Сэм читает лекцию четырём цветным детям. На заднем плане американский индеец с книгой вверх ногами, китайский мальчик у двери и чёрный мальчик, моющий окно. Журнал Puck, 1899 год.
- «Вы можете сделать выбор». Дядя Сэм показывает филиппинцам солдата и школьного учителя, предлагая выбрать между войной и вестернизацией. Журнал Puck, 1901.